# 줄리어스 캐리
줄리어스 캐리(Julius Carry, 1952년 3월 12일 ~ 2008년 8월 19일)는 미국의 배우, 영화배우, 텔레비전 배우이다.
시카고에서 태어났으며 로스앤젤레스에서 사망하였다. 사인은 췌장암이다.

## 방송
- 브리스코 카운티 주니어의 모험

## 영화
- 더 디스트릭트 (2000년)
- 남자 둘, 여자 하나 (1998년)
- 브리스코 카운티 주니어의 모험 (1993년)
- 머피 브라운 (1988년)
- 위험 지역 (1988년)
- 사막의 투사들 (1988년)
- 라스트 드래곤 (1985년)